# Lambda Telescopii
Lambda Telescopii (λ Telescopii, förkortat Lambda Tel, λ Tel) som är stjärnans Bayerbeteckning, är en ensam stjärna belägen i den mellersta delen av stjärnbilden Kikaren. Den har en skenbar magnitud på 4,87 och är synlig för blotta ögat där ljusföroreningar ej förekommer. Baserat på parallaxmätning inom Hipparcosuppdraget på ca 5,3 mas, beräknas den befinna sig på ett avstånd på ca 610 ljusår (ca 188 parsek) från solen. På det beräknade avståndet minskar stjärnans skenbara magnitud med 0,18 enheter genom skymning beroende på interstellärt stoft.

## Egenskaper
Lambda Telescopii är en blåvit stjärna i huvudserien av spektralklass B9.5 IV/V. Den har en radie som är ca 5,8 gånger större än solens och utsänder från dess fotosfär ca 350 gånger mera energi än solen vid en effektiv temperatur på ca 10 140 K.